# JR貨物18C形コンテナ
JR貨物18C形コンテナ（JRかもつ18Cがたコンテナ）は、日本貨物鉄道（JR貨物）が、1988年（昭和63年）に製造した、鉄道輸送用長さ12 ftの5 t積み有蓋コンテナである。

## 概要

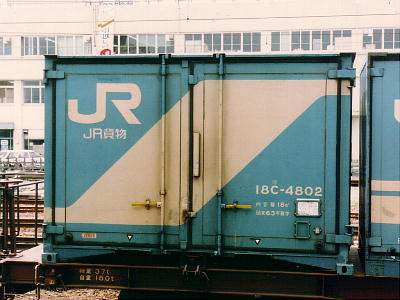
JINDO製の、 18C-4802。
千葉県／蘇我駅にて、2007年1月23日撮影。

JR貨物では、国鉄分割民営化直後の1987年（昭和62年）に、18A形を製造していたが、全高を変えることなく容積拡大させるために、同形式のコンテナ緊締装置を改良して床面高さを下げたものが本形式である。
- 1988年（昭和63年）度に富士重工業（1,800個）、東急車輛製造（1,800個）、日本車輌製造（1,100個）、JINDO（300個）の4社にて合計5,000個が製作された。
- そのうちの300個（4701 - 5000）を製造したJINDOは韓国のメーカーである。これは国鉄・JRが初めて、海外にコンテナ製造を依頼した例である。国産の1個60万円よりも、5 - 10万円ほど安くなった。
- 1989年（平成元年）以降は、両側扉二方開きの18D形へ製造が移行した。JR貨物では本形式以降、片側妻扉・側扉二方開きのコンテナを、19F形まで製造していない。

## 構造
片側扉及び妻扉二方開きで、外法寸法は高さ2,500 mm、幅2,438 mm、長さ3,658 mm、自重1.4 t、最大積載量は5 t。低床化により内容積は18A形より増大し、18.1 m3となった。本形式までが全長3,658 mmで製造されている（以後のコンテナは3,715 mmへと拡大している）。
- 18A形と同じくメーカーによって差異がある。側面中央に細い継ぎ目が縦に2本走り、妻扉に補強リブがあるタイプ。側面が平面で妻扉のリブが無いタイプ。
- JINDO製の4701 - 5000は、脚部四隅にツイストロック式の金具が付属し、脚部の形状自体が国内製と異なる。また、妻扉に補強リブがある。
- 18A形とは荷票受・表示票受の位置が微妙に異なる。側扉の荷票受・表示票受がより右側に移され、反対側面の荷票受の位置も若干右へ移動している。
- 塗装は、青22号「コンテナブルー」をベースに、18A形と同じクリームの塗り分けだが、JRマークの下に「JR貨物」の文字がある点が異なる。

## 現状
- 1999年（平成11年）度以降、19D形や19F形、19G形といった新形コンテナの登場により廃棄が進み、2010年（平成22年）度に全廃された。
- 2002年（平成14年）に、フォークリフト作業の際のコンテナ内部の荷崩れを確認するため、外板に窓を設置した事業用コンテナへ、2個が改造された。改造時、番号表記は元のままであったが、後に窓枠の補強工事等が行われて、2003年（平成15年）度にZX18A形へ改番している。